# Mineral Miracle Solution
Miracle Mineral Solution (soluzione minerale miracolosa), conosciuta anche come Miracle Mineral Supplement (MMS), è il termine colloquiale per indicare un prodotto pericoloso per la salute che contiene in soluzione acquosa il 28% di clorito di sodio (sostanza tossica nota per essere responsabile di insufficienza renale cronica).
La sostanza, data la sua composizione chimica, è analoga alla candeggina, in particolare quando si aggiunge l'acido cloridrico così come raccomandato dai fautori della pseudo-cura, cosa che ne potenzia ulteriormente l'effetto tossico.
Il nome (e il relativo commercio) della sostanza è stato per primo coniato da Jim Humble in un libro auto-pubblicato nel 2006 e intitolato The Miracle Mineral Solution of the 21st Century. Jim Humble era un tecnico minerario, e per sua stessa ammissione non ha alcuna conoscenza di alcun campo della scienza medica.
Dal 2009 Jim Humble vende un'altra sostanza denominata "MMS2 il secondo miracolo", che contiene ipoclorito di calcio, prodotto utilizzato per la disinfestazione delle acque, e tossico come la candeggina.

## Assenza di efficacia e pericolosità
La sostanza è fraudolentemente venduta attraverso un sistema multilevel marketing, e pubblicizzata come se fosse un presunto "rimedio" contro HIV, malaria, epatite virale, influenza, acne, cancro e molto altro. Non esiste tuttavia alcuna prova scientifica o clinica che ne dimostri la presunta efficacia, e ne è anzi evidente la tossicità; a supporto dell'MMS esistono solo le affermazioni aneddotiche di Jim Humble.
Stephen Barrett, M.D. ed esperto di frodi nel campo della salute, avvisa che occorre essere scettici verso tutti quei prodotti che millantano la cura delle più varie patologie, non esistendo al mondo una panacea in grado di curare tutto.

## Tossicità
L'MMS non è approvato da alcun ente scientifico e/o medico per il trattamento di alcuna patologia; l'uso, anche minimo, di questa sostanza tossica può invece provocare danni all'apparato riproduttivo e neurologico.
Nel giugno del 2010 la Food and Drug Administration ha avvisato che le istruzioni per la preparazione del composto date dai promotori dell'MMS, e che prevedono di mischiare il preparato con una soluzione acida, producono diossido di cloro, una candeggina industriale utilizzata nell'industria tessile e nel trattamento delle acque.
Sebbene gli studi del diossido di cloro sull'uomo siano piuttosto rari, sono invece diffusi sugli animali; tali studi mostrano che il diossido di cloro incide sulle funzioni della tiroide, e riduce il computo delle cellule T4. Un altro studio mostra sui ratti una riduzione dei globuli rossi nel sangue dopo tre mesi di assunzione del composto.
Poiché la sostanza provoca nausea, vomito e ipotensione come risultato della disidratazione, l'FDA ha invitato i consumatori a disfarsi del prodotto.
In Gran Bretagna è stato emesso un analogo avviso anche a seguito dell'allerta lanciata dalla FDA e dall'omologo ente canadese: tutti gli avvisi sottolineano che l'MMS altro non è se non candeggina industriale.
Se la diluizione è inferiore a quella consigliata (quindi si assume una dose più concentrata) gli effetti dannosi per la salute possono risultare ancora più ampi, potendo portare anche a un collasso respiratorio.
In Italia, il Ministero della Salute e i Carabinieri del NAS hanno avviato inchieste e investigazioni che hanno portato ad arresti e sequestri del finto "rimedio", che è in realtà una sostanza tossica.